# Castilleja grisea
Castilleja grisea är en snyltrotsväxtart som beskrevs av Meryle Byron Dunkle. Castilleja grisea ingår i släktet målarborstar, och familjen snyltrotsväxter. Inga underarter finns listade i Catalogue of Life.